# Vazil Hudák
Vazil Hudák (* 18. října 1964 Bardejov) je slovenský politik. Od 16. června 2015 do 23. března 2016 byl ministrem hospodářství SR, předtím působil jako státní tajemník na ministerstvu financí. Od října 2016 působí jako viceprezident Evropské investiční banky.

## Životopis
Hudák uvádí vzdělání na Moskevském státním institutu mezinárodních vztahů, Právnické fakultě Univerzity Karlovy a na Harvard Business School. V roce 1990 začal pracovat jako referent na federálním ministerstvu zahraničních věcí. Pracoval pro neziskovou organizaci EastWest Institute. Později působil v soukromé sféře. V letech 2006 až 2010 byl viceprezidentem pro spolupráci se státními institucemi ve střední a východní Evropě ve společnosti Citigroup a v letech 2010 až 2011 pracoval pro JPMorgan Chase Bank jako výkonný ředitel pro spolupráci se státním sektorem v zemích střední a východní Evropy. V letech 2012 až 2015 byl státním tajemníkem na ministerstvu financí.

## Ministr hospodářství
O jmenování do ministerského křesla se začalo mluvit začátkem června 2015. Po odstoupení Pavola Pavlisa byl ministr financí Peter Kažimír pověřený řízením i tohoto resortu. Prezident Andrej Kiska ho do funkce ministra hospodářství jmenoval 16. června 2015.